# Cheiracanthium apia
Cheiracanthium apia là một loài nhện trong họ Miturgidae.
Loài này thuộc chi Cheiracanthium. Cheiracanthium apia được Norman I. Platnick miêu tả năm 1998.